# Снохватице
„Снохватице” је југословенски ТВ филм из 1983. године. Режирао га је Милан Плетл а сценарио је написао Милован Витезовић.

## Улоге
| Глумац             | Улога                      |
| ------------------ | -------------------------- |
| Предраг Ејдус      | Јован Јовановић Змај       |
| Золтан Варга       | Млади Јован Јовановић Змај |
| Душица Жегарац     | Мајка                      |
| Теодора Тубић      |                            |
| Драга Поточњак     | Лиза                       |
| Велимир Животић    | Отац                       |
| Тихомир Станић     | Бранко Радичевић           |
| Младен Барбарић    |                            |
| Елизабета Ђоревска |                            |
| Милан Штрљић       | Ђура Јакшић                |
| Данило Лазовић     | Новак Радоњић              |
| Марко Бачовић      | Светозар Милетић           |
| Љиљана Шарановић   |                            |
| Нађа Булатовић     |                            |
| Зоран Богданов     | Јован Ђорђевић             |
| Петар Божовић      | Јаша Игњатовић             |

Остале улоге ▼
| Глумац              | Улога                 |
| ------------------- | --------------------- |
| Радоје Чупић        | Лаза Костић           |
| Бранко Цвејић       | Књаз                  |
| Стојан Дечермић     |                       |
| Стеван Гардиновачки | газда Штер            |
| Светислав Гонцић    | Радоје Домановић      |
| Тома Јовановић      |                       |
| Раде Којадиновић    | Слепи гајдаш          |
| Милан Мародић       |                       |
| Тихомир Плескоњић   |                       |
| Лидија Плетл        |                       |
| Стеван Шалајић      |                       |
| Милан Шмит          |                       |
| Драган Срећков      | Ђорђе Поповић Даничар |
| Олга Адам           |                       |